# Premio Ihei Kimura

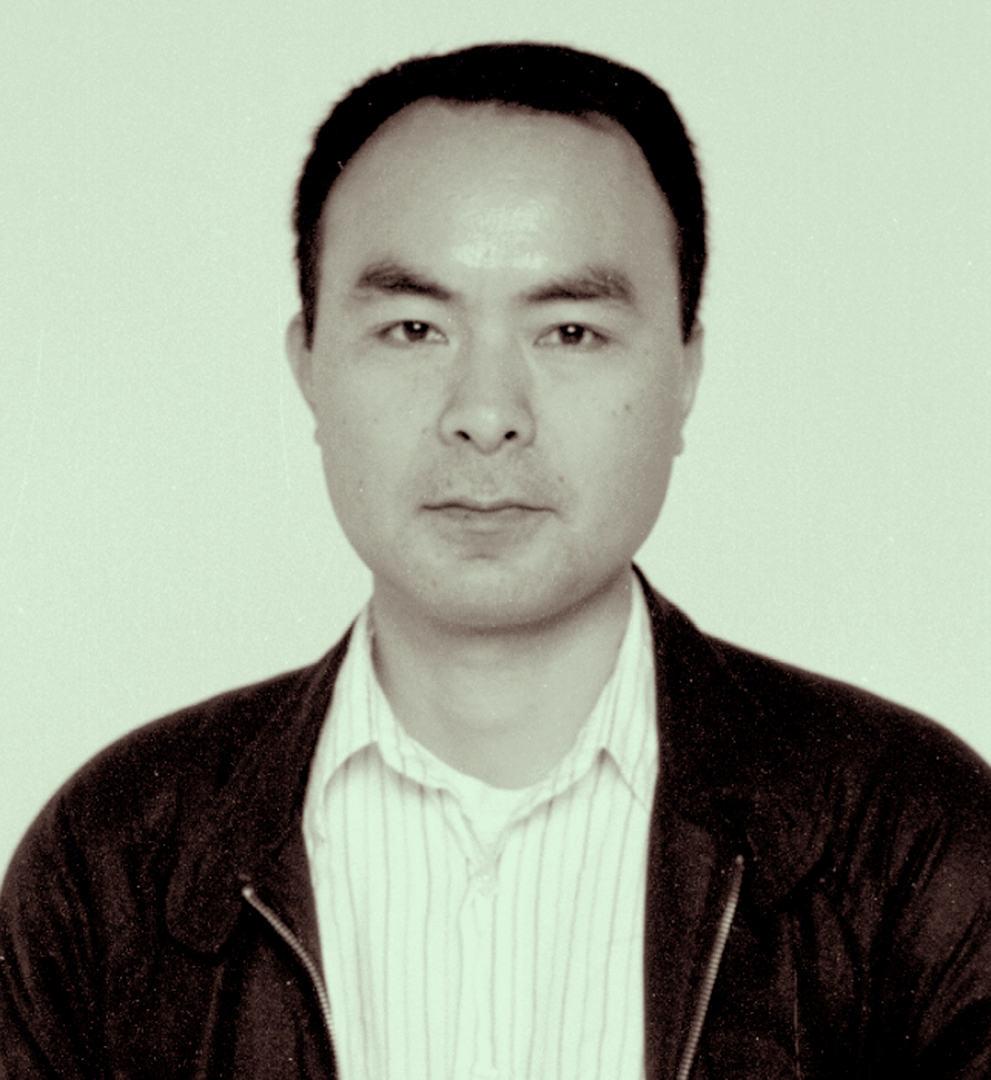
el fotógrafo Ryuji Miyamoto habla sobre Hong Kong en Gallery Min, Tokio 1989, fotografía de Sally Larsen

El Premio Ihei Kimura (木村伊兵衛写真賞 Kimura Ihei Shashin-shō) es uno de los premios de fotografía con mayor impacto en los medios de comunicación de Japón.
Se entrega anualmente desde 1975 por la sociedad Asahi Shimbun, editora de los periódicos Asahi Shimbun y Asahi Camera. LLeva el nombre de Ihei Kimura en homenaje a ese fotógrafo y es una recompensa al trabajo de uno o varios fotógrafos jóvenes que se han mostrado activos durante el año al exponer y publicar.
Junto al Premio Ken Domon es uno de los principales premios fotográficos japoneses.

## Premiados
| - 1975, Kazuo Kitai - 1976, Kōshichi Taira - 1977, Shin'ya Fujiwara - 1978, Miyako Ishiuchi - 1979 - Mitsuaki Iwagō - Seiji Kurata - 1980, Tsuneo Enari - 1981, Kanendo Watanabe - 1982, Keizō Kitajima - 1984, Keiichi Tahara - 1985, Kazuyoshi Miyoshi - 1986, Hisashi Wada - 1987, Ikuo Nakamura - 1988, Ryūji Miyamoto - 1989 - Hana Takeda - Michio Hoshino - 1990, Michiko Kon - 1991, Toshio Shibata - 1992 - Mitsugu Ōnishi - Norio Kobayashi - 1993, Yasuhisa Toyohara - 1994, Mitsuhiko Imamori | - 1995, Masato Seto - 1996, Naoya Hatakeyama - 1997, Kyōichi Tsuzuki - 1998, Takashi Honma - 1999, Risaku Suzuki - 2000 - Hiromix - Yurie Nagashima - Mika Ninagawa - 2001 - Rinko Kawauchi - Taiji Matsue - 2002 - Yuki Onodera - Masafumi Sanai - 2003, Tomoko Sawada - 2004, Masaki Nakano - 2005, Ryūdai Takano - 2006 - Naoki Honjō - Kayo Ume - 2007 - Atsushi Okada - Rieko Shiga | - 2008, Asada Masashi - 2009, Takagi Kozue - 2010, Eiko Arizono - 2011, Masaru Tatsuki - 2012 - Tomoko Kikuchi - Novo Dodo - 2013, Eiki Mori - 2014 - Ryūichi Ishikawa - Kotori Kawashima - 2015, Takashi Arai - 2016: Mikiko Hara - 2017: - Hiroko Komacu - Aya Fujioka - 2018: Ai Iwane - 2019: - Mari Katayama - Daisuke Yokota - 2020+2021: - Šiho Jošida |